# Cross Fire (PC-spil)
Cross Fire er et taktisk online first-person shooter til computer, udviklet af det Sydkoreanske FPS-udviklergrupper SmileGate og Neowiz. Spillet blev udgivet i Kina eksklusivt af Tencent. Tencent styrer spillet via Internettet, i samarbejde med China Telecom og China Netcom.
I spillet kan spilleren vælge mellem at spille som terrorist eller som medlem af en anti-terror enhed. Spillet foregår online mod andre mennesker, og kan i store træk sammenlignes med andre spil i genren, så som Counter-Strike.